# Heinrich Funk (Maler)

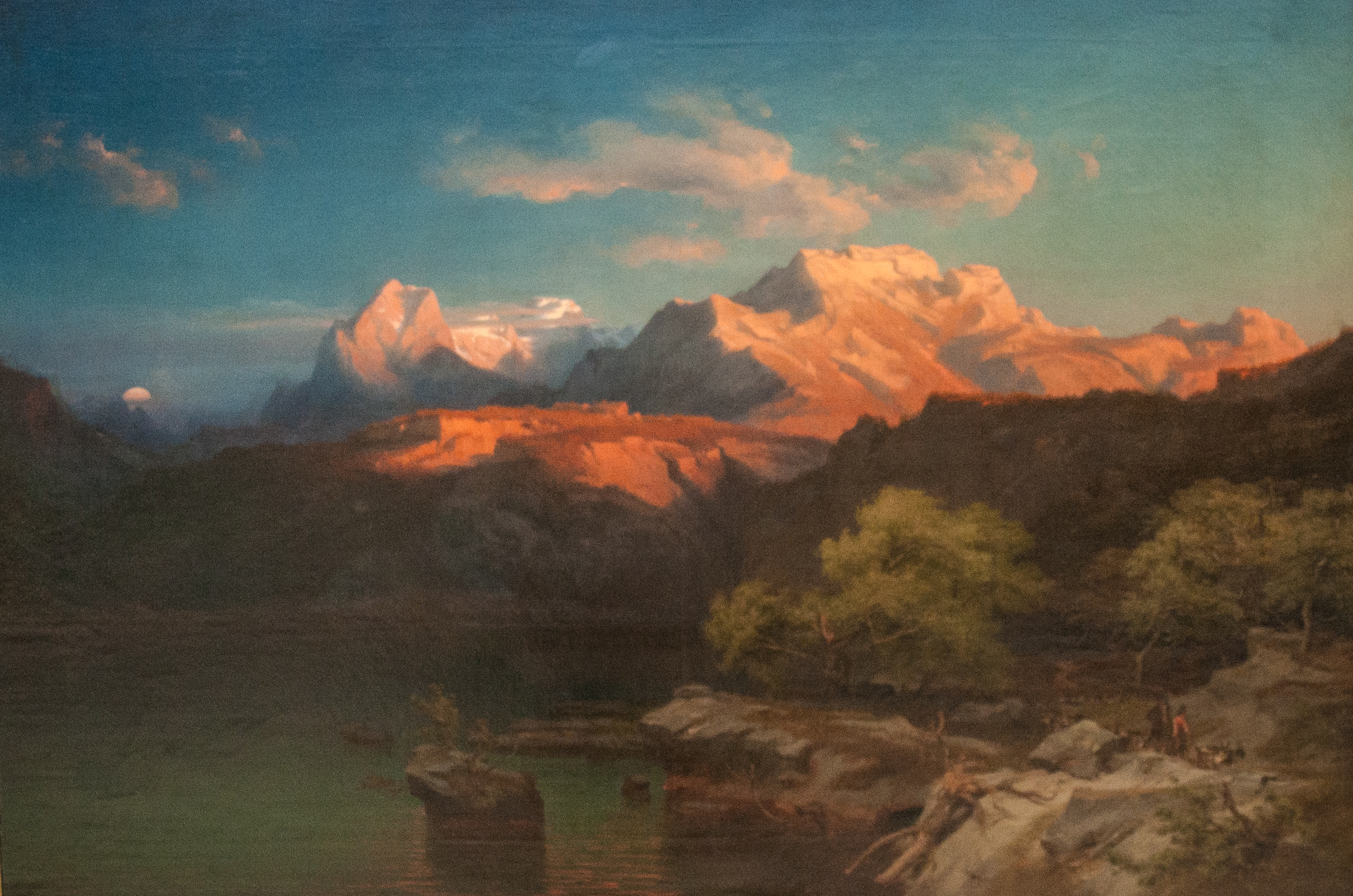
Landschaft in Tirol bei Abenddämmerung, 1847, Öl auf Leinwand

Heinrich Funk (* 12. Dezember 1807 in Herford; † 22. November 1877 in Stuttgart) war ein deutscher Landschaftsmaler der Düsseldorfer Schule.

## Leben
Funk war Sohn eines Malers,  der sich „Kunstmaler“ nannte und Privatunterricht im Zeichnen gab. Davon konnte er seine Familie nur mit Not ernähren. Auch seinem Sohn Heinrich gab der Vater den ersten Malunterricht. Ab 1829 besuchte Funk die Kunstakademie Düsseldorf, wo er sich durch Carl Friedrich Lessings und Wilhelm Schirmers Arbeiten angeregt, der Landschaftsmalerei widmete. Ab 1831 stellte er in Düsseldorf aus, Exemplare seines Motivs Der Klosterhof erwarben 1832 der Düsseldorfer Regierungsrat Heinrich Ferdinand Philipp von Sybel und Prinz Friedrich von Preußen. 1836 zog er nach Frankfurt am Main. Von Ende 1846 bis März 1847 war er Mitglied des Deutschen Künstlervereins in Rom. Im Jahre 1854 übernahm Funk – als Nachfolger von Gottlob Friedrich Steinkopf – eine Professur für Landschaftsmalerei an der Königlichen Kunstschule in Stuttgart. Hier wirkte er als beliebter Lehrer, bis zunehmende Kränklichkeit ihn nötigte, im Herbst 1876 seine Stelle niederzulegen. Schüler Funks waren unter anderem die Maler Max Bach, Anton Braith, Gustav Paul Cloß (1840–1870), Gustav Conz und Adele Esinger.

## Leistung
Funk besaß das innigste Verständnis der Natur, einen äußerst feinen Sinn für Schönheit der Formen und Linien und eine scharfe Beobachtungsgabe. Seine Gemälde zeichnen sich durch eine strenge Zeichnung, sorgfältigste Durchführung, stilvolle Komposition und eine stets poetische, mitunter sogar großartige Auffassung aus. Seine Farbe ist meistens stimmungsvoll und harmonisch, häufig aber etwas trocken und entbehrt jener Leuchtkraft und glänzenden Vortragsweise, durch welche die Werke jüngerer Künstler oft so bestechend wirken. Auch in Kohle-, Kreide- und Bleistiftzeichnungen hat Funk Vorzügliches geleistet, und seine Arbeiten nach dieser Richtung hin sind von wahrhaft klassischer Gediegenheit. Mit unermüdlichem Fleiß hat er bis zu seinen letzten Lebenstagen solche Kompositionen und Skizzen entworfen und in seinem Nachlass befanden sich über 500 gezeichnete Landschaftsblätter verschiedener Größe.
Auf einer Ausstellung in Rouen erhielt Funk den ersten Preis, eine goldene Medaille, und Karl, der König von Württemberg, ehrte ihn durch wiederholte Ordensverleihungen. Von seinen zahlreichen, weithin zerstreuten Bildern befinden sich mehrere in öffentlichen Sammlungen.

## Werke (Auswahl)
- Die Burgruine bei Abendbeleuchtung, Alte Nationalgalerie, Berlin
- Das untere Inntal, Städelsches Kunstinstitut, Frankfurt am Main
- Die Ruine am See, Städelsches Kunstinstitut, Frankfurt am Main
- Gewitterlandschaft, Wallraf-Richartz-Museum, Köln
- Eifelgegend bei aufsteigendem Gewitter, Staatsgalerie Stuttgart